# Regering-Cousin-Montauban

Charles Cousin-Montauban, graaf de Palikao.

De regering-Cousin-Montauban was de Franse regering van 10 augustus tot 4 september 1870 en stond onder leiding van eerste minister Charles Cousin-Montauban, graaf de Palikao.
Deze regering werd voorafgegaan door de regering-Ollivier en werd opgevolgd door de regering van Nationale Verdediging. Het was de laatste regering onder het Tweede Franse Keizerrijk.

## Samenstelling op 10 augustus 1870
- regeringsleider en minister van Oorlog: Charles Cousin-Montauban, graaf de Palikao
- minister van Buitenlandse Zaken: Prins Henri de la Tour d'Auvergne
- minister van Financiën: Pierre Magne
- minister van Binnenlandse Zaken: Julien Henri Chevreau
- minister van Justitie en Religies: Michel Grandperret
- minister van Marine en Kolonies: Charles Rigoult de Genouilly
- minister van Openbaar Onderwijs: Jules Brame
- minister van Publieke Werken: Jérôme Paul baron David
- minister van Landbouw en Handel: Clément Duvernois
- minister van het Keizerlijk Huis: Jean Baptiste graaf Vaillant
- minister-voorzitter van de Raad van State: Julien Henri Busson-Billault